# Liste des longs métrages marocains proposés à l'Oscar du meilleur film international
Cet article présente la liste des longs métrages marocains proposés à l'Oscar du meilleur film international depuis 1977, lors de la 49e cérémonie des Oscars.
L'Academy of Motion Picture Arts and Sciences (AMPAS) qui remet les Oscars du cinéma invite depuis 1957 les industries cinématographiques de tous les pays du monde à proposer le meilleur film de l'année pour concourir à l'Oscar du meilleur film en langue étrangère (autre que l'anglais). Le comité du prix supervise le processus et valide les films soumis. Par la suite, un vote à bulletin secret détermine les cinq nommés dans la catégorie, avant que le film lauréat ne soit élu par l'ensemble des membres de l'AMPAS, et que l'Oscar ne soit décerné lors de la cérémonie annuelle.

## Films proposés
Le film Noces de sang était principalement une production en langue française, tandis que les soumissions du Maroc de 1998-2006 et 2009 étaient principalement en arabe. Le film Adieu mères se partage à parts égales entre le français et l'arabe.
| Année de sortie des films (Cérémonie) | Titre français                | Titre original                              | Réalisateur          | Résultat       |
| ------------------------------------- | ----------------------------- | ------------------------------------------- | -------------------- | -------------- |
| 1978 (50e)                            | Noces de sang                 | عرس الدم Urs al dam                         | Souheil Ben Barka    | Non nommé      |
| 1999 (71e)                            | Mektoub                       | مكتوب                                       | Nabil Ayouch         | Non nommé      |
| 2001 (73e)                            | Ali Zaoua prince de la rue    | علي زاوا Ali Zaoua                          | Nabil Ayouch         | Non nommé      |
| 2007 (79e)                            | La Symphonie marocaine        | السمفونية المغربية Assamfounia al Maghribia | Kamal Kamal (ar)     | Non nommé      |
| 2009 (81e)                            | Adieu mères                   | وداعا أمهات Wadaan oummahat                 | Mohamed Ismaïl       | Non nommé      |
| 2010 (82e)                            | Casanegra                     | كازا نيكرا                                  | Nour-Eddine Lakhmari | Non nommé      |
| 2012 (84e)                            | Omar m'a tuer                 | عمر قتلني                                   | Roschdy Zem          | Préselectionné |
| 2013 (85e)                            | Mort à vendre                 | موت للبيع                                   | Faouzi Bensaïdi      | Non nommé      |
| 2014 (86e)                            | Les Chevaux de Dieu           | يا خيل الله                                 | Nabil Ayouch         | Non nommé      |
| 2015 (87e)                            | La Lune rouge                 | القمر الأحمر                                | Hassan Benjelloun    | Non nommé      |
| 2016 (88e)                            | Aïda                          | عايدة                                       | Driss Mrini          | Non nommé      |
| 2017 (89e)                            | Un mile dans mes chaussures   | مسافة ميل بحذائي                            | Said Khallaf         | Non nommé      |
| 2018 (90e)                            | Razzia                        | غزية                                        | Nabil Ayouch         | Non nommé      |
| 2019 (91e)                            | Burnout                       | بورن أوت                                    | Nour-Eddine Lakhmari | Non nommé      |
| 2020 (92e)                            | Adam                          | آدم                                         | Maryam Touzani       | Non nommé      |
| 2021 (93e)                            | Le Miracle du saint inconnu   | القديس المجهول                              | Alaa Eddine Aljem    | Non nommé      |
| 2022 (94e)                            | Haut et Fort                  | علي صوتك                                    | Nabil Ayouch         | Non nommé      |
| 2023 (95e)                            | Le Bleu du caftan             | أزرق القفطان Azraq Alquftan                 | Maryam Touzani       | Préselectionné |
| 2024 (96e)                            | La Mère de tous les mensonges | كذب أبيض Kadib Abyad                        | Asmae El Moudir      | Préselectionné |
| 2025 (97e)                            | Everybody Loves Touda         | الجميع يحب تودة Aljamie yuhibu tawdatand    | Nabil Ayouch         | En attente     |